# Apini
Tribu
Apini est une tribu d'hyménoptères de la famille des Apidae et de la sous-famille des Apinae  dont le seul genre encore vivant est Apis. 

## Systématique
La classification des Apini est encore incertaine : les travaux d'Engel portant sur la découverte du genre Thaumastobombus, induisent un déplacement des deux genres fossiles Electrapis et Protobombus dans une nouvelle tribu : Electrapini.

## Liste des genres
- Apis Linnaeus, 1758
- †Electrapis Cockerell, 1908
- †Protobombus Cockerell, 1908